# Коксуйское полиметаллическое месторождение
Коксуйское (Коксуское) полиметаллическое месторождение расположено в Алматинской области Казахстана, в 100 км восточнее Талдыкоргана. Входит в Коксу-Текелийский рудный район.

## Характеристика
Месторождение сформировалось между Текели-Бораталинским синклинорием и Южно-Жонгарским антиклинорием. Разделено на блоки трещинами, протянувшимися в северо-восточном, северном и восточном направлениях. Ядро Коксуйского синклиналя, протянувшегося в северо-западном направлении, образовано известняками и доломитами нижнего слоя геологической структуры, выше — песчаниками и каменными плитами нижнего палеозоя.
Рудное тело имеет форму линзы. Рудные тела прослеживаются по простиранию до 400 м с углами падения 50—75°. Рудообразующие минералы представлены галенитом, сфалеритом, пиритом, пирротином, халькопиритом. В небольших количествах присутствуют буланжерит, джемсонит, бурнонит, арсенопирит. Глубина зоны окисления руды составляет 130 м.
В составе руды содержание свинца 2,98 %, цинка 0,97 %, меди 0,54 %. Акцессорные элементы представлены сурьмой, никелем, кадмием, ванадием.

## Разработка
Месторождение разрабатывалось Текелийским свинцово-цинковый комбинатом. Одноимённый рудник (Коксуйский, Коксу) применял систему блокового принудительного обрушения. Коэффициент извлечения руды составлял 88 %, разубоживание — около 30 %.